# 渡辺正行と森川由加里のスーパーギャング
『渡辺正行と森川由加里のスーパーギャング』（わたなべまさゆきともりかわゆかりのスーパーギャング、通称『ナベユカのスーパーギャング』）は、1988年4月11日から1989年4月3日まで、TBSラジオ制作の深夜ラジオ番組『スーパーギャング』で放送されていたラジオ番組。パーソナリティはお笑いタレントの渡辺正行と歌手の森川由加里。放送時間は毎週月曜日深夜（火曜日未明）25:00 - 26:45（午前1:00 - 2:45）。

## 概要
1988年当時の深夜ラジオ番組では珍しかった男女コンビの番組。渡辺は「（森川とは）今まで全然接点がなかった」と述べ、「TBSは何故この組み合わせでコンビを組ませようとしたのか」と首を傾げたという。しかし、下町育ちで気風が良い森川の喋りと、それを大らかに受け止める渡辺の喋りは相性が良く、のちに渡辺は「妙に馬が合う」とラジオ雑誌の取材に答えている。
番組の看板コーナーは『カム・デ・ギャルソン』コーナー（後述）。あまりにも盛り上がり、他のコーナーが放送出来ない日もあったほどである。
1989年4月3日深夜の最終回を見守ろうとリスナー約100人が赤坂のTBS本社前に自主的に集まった。番組側は急遽TBSホールの使用許可を取ってリスナーを招き入れ、公開生放送に変更して放送した。

## 主なコーナー
カム・デ・ギャルソン
番組開始当初はコーナーのひとつであったが、週を追うごとに投稿数が増え、同番組を代表するコーナーとなった。コーナータイトルは、1980年代半ば当時流行していたDCブランドブームの代表格「コム・デ・ギャルソン」を捩った駄洒落である。
毎週「お題」が出され（墓石、釣鐘、マネキン人形、電車、つり革、カップルが座っているベンチ、ラブホテルの看板、自分の父親など様々）、リスナーはその状況や感想を面白可笑しくレポートする。殆どの封書には、熱心に書き綴られた長文レポートと噛んでいる瞬間の証拠写真が同封されていた。投稿者はカミニストと呼ばれた。
比較的「噛みやすいお題」が出た週には、数百通の封書が送られて来たという。そのため、スタッフが一通り目を通すだけでも数日要したという。
投稿は渡辺と森川が交替で読み、読んでない方が合いの手を入れるというパターンであった。一通でも多く紹介するため、他のコーナーを休止することも度々あった。また、番組の流れを切らないようにCMの部分を1パートに集めてまとめて流した回もあった。浅香唯もこのコーナーが好きだったという逸話がある。
BCG体験夜の伏せ字レポート
- ちょっとエッチな体験エピソードを伏字で紹介。または、日常の出来事を思わせぶりに伏字にする[1]。

その他、リスナーの身近に居るおじいちゃんやおばあちゃんのエピソードをネタに紹介していたコーナーなどがあった。

## エピソード
少年隊の錦織一清がゲスト出演することがあった（不定期）。錦織は本番組終了の翌月1989年4月から1991年3月までスーパーギャングのパーソナリティを務めた。

## スタッフ
- 赤木ディレクター[1]
- 構成作家：榊原直樹、上野[1]